# Arlon
Arlon város Belgiumban. Luxemburg tartomány és Arlon járás székhelye. Franciául Arlon, flamandul Aarlen, németül Arel. Lakosainak száma 26.000 (2005). Idegenforgalmi központ Belgium délkeleti részén. A városban és környékén franciául beszélnek, de elvétve még hallani a kihalóban lévő moselfrank dialektust is.

## Földrajzi helyzete
A város a tengerszint felett 404 m magasságban a Semois folyó partján, a Luxemburgi Nagyhercegség határához közel, Brüsszeltől 190 km-re délkeletre fekszik.

## Története
A római hódítást megelőző időkben a környéket a Treveri nevű kelta-germán törzs lakta. A települést Kr. e. 52-ben a rómaiak alapították Orolaunum néven, Tongeren és Tournai városokkal együtt a legrégibb belga városok közé tartozik. Kr.u. 46-ban a római úthálózatban a település lett a Reims-Trier és a Tongeren-Metz útvonalak találkozási pontja. A városban feltárt gall-római maradványok, szobrok, emlékművek is tanusítják, hogy a város jelentős hasznott húzott kedvező fekvéséból, élénk kereskedelmi tevékenység folyt. A 3. századi germán invázió megszakította ezt a fejlődést, annak ellenére, hogy a város lakói még egy védelmi rendszert is kiépítettek a város köré (a fal egyik maradványa ma is látható).
A 10. században Arlon és környékén grófságot, később őrgrófságot alakítottak ki. 1060-ban az első ismert arloni gróf, Walerán a Knipchen dombon építette fel kastélyát. A késő középkorban a grófság Limburggal perszonáluniót alkotott, majd 1214-től Luxemburg része lett.
1839-ben Luxemburg felosztásakor a grófságot egy belga és egy nagyhercegségi részre osztották. A belgákhoz került területet – bár lakossága a luxemburgit beszélte – hozzácsapták a francia nyelvű Luxemburg tartományhoz. A terület megosztásához az adott okot, hogy a belga részen nem volt egy olyan nagyobb város, ami a tartományi székhely funkciót el tudta volna látni. Ugyanakkor a város fekvése stratégiailag is nagyon értékes az észak-déli közlekedés szempontjából a Bastogne-Arlon-Attert vonalon, és ez az út biztosította a Belga Királyság számára a 19. században a legrövidebb kapcsolatot Longwy és Liège között. A következő években Arlonban közigazgatási épületek, bíróságok, múzeumok épültek és bővültek a város közúti kapcsolatai. 1976-ban Autelbas, Bonnert, Fouches, Guirsch, Heinsch és Toernich helységeket csatolták hozzá.
2004-ben a város, mint a Marc Dutroux gyilkossági ügy bírósági tárgyalásának helyszíne, tett szert szomorú nemzetközi nyilvánosságra.

## Látnivalók

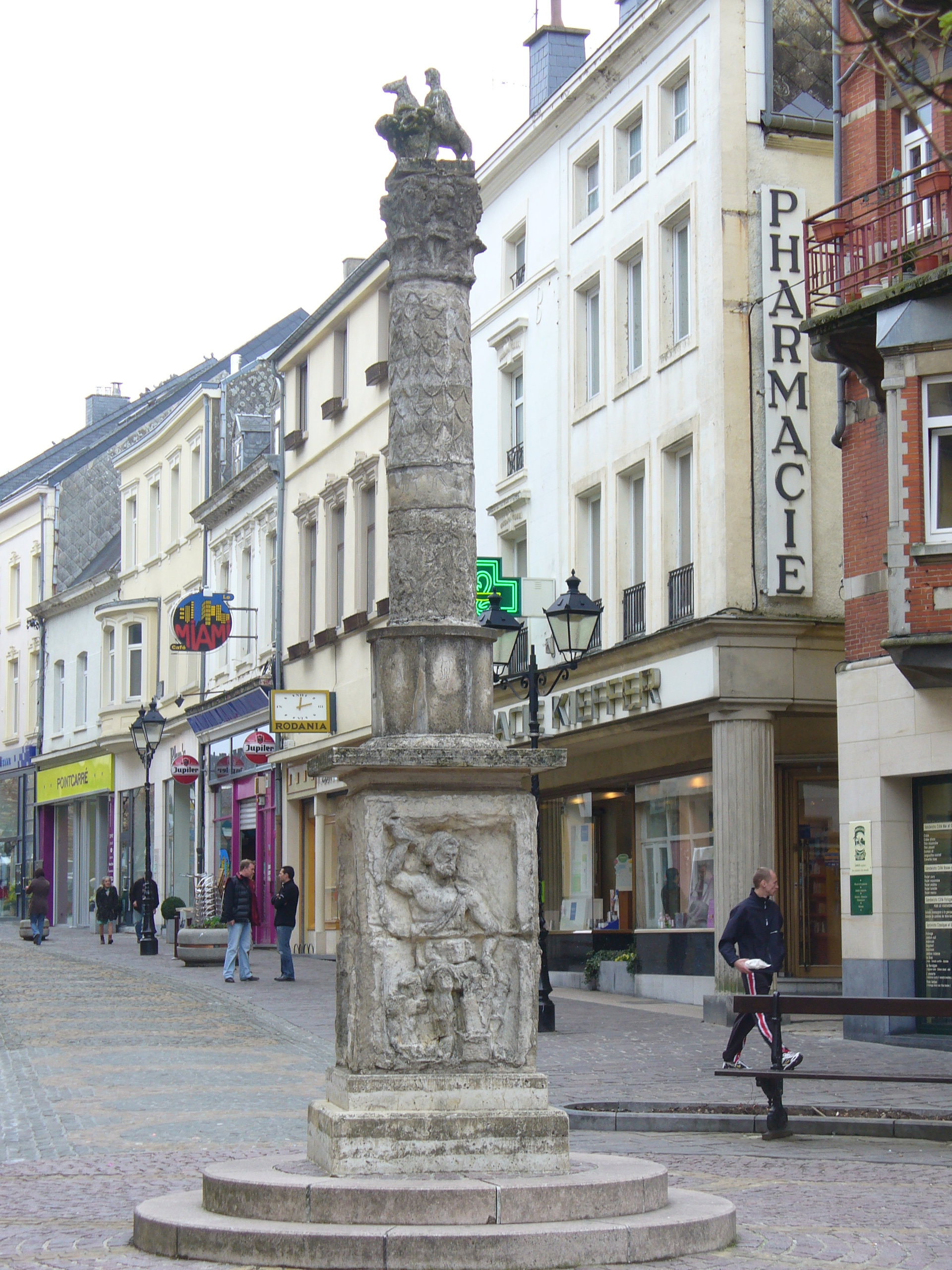
Jupiter istennek szentelt gall-római oszlop másolata a város főutcáján

Arlon számos látnivalót kínál, mint az óvárosban a Grande Place és a Place Leopold, továbbá a  17. században épült Szent Donát templom; a neogótikus Szent Martin templom 1914-ből, melynek nagy orgonája 52 regiszteres. A Grand Rue elején található egy gallo-román oszlop másolata, amelyet Jupiter istennek szenteltek (az eredeti a régészeti múzeumban található).
A Luxembourgi Régészeti Intézet (L'Institut Archéologique du Luxembourg) üzemelteti az arloni régészeti múzeumot, amelyben Belgium egyik legnagyobb régészeti gyűjteménye kapott helyet és fontos gall-római antik gyűjteménnyel rendelkezik. A múzeumban számos római szobor és a meroving korból származó sírmellékletek találhatók.
A városban még ma is látható a gall-római korból (Kr.u. 3. század) származó városfal egy maradványa, amely az egyik legrégebbi erődítmény egész Belgiumban. A fal maradványai a Rue des Ramparts utcában tekinthetők meg.
További látnivaló még az 1865-ben épült zsinagóga és a vasútállomás épülete 1885-ből.

## Közlekedés
Arlon a fontos Brüsszel-Namur-Luxemburg vasútvonalon fekszik. A vasútállomás naponta kb.110 szerelvényt fogad.
Az Athus-Meuse vonal kapcsolja Arlont  Athuson, Rodange-on (Luxemburg), Bertrixon, Libramont-n és Dinant-oon keresztül a namuri agglomerációhoz.

## Testvérvárosok
- Alba (Olaszország)
- Bitburg (Rajna-Pfalz, Németország)
- Diekirch (Luxemburg)
- Hayange (Franciaország)
- Market Drayton (Nagy-Britannia)
- Saint-Dié-des-Vosges (Franciaország), 1976 óta

## A város híres szülöttei
- Johann Kaspar Basselet von La Rosée (1710–1795), a bajor hadsereg tábornoka
- Godefroid Kurth (1847–1916), belga történész
- Jean-Marie Gaspar (1861 ‑ 1931) szobrász és Charles Gaspar (1871 ‑ 1950), fényképész
- Benoît Lamy (1945–2008), filmrendező és forgatókönyvíró

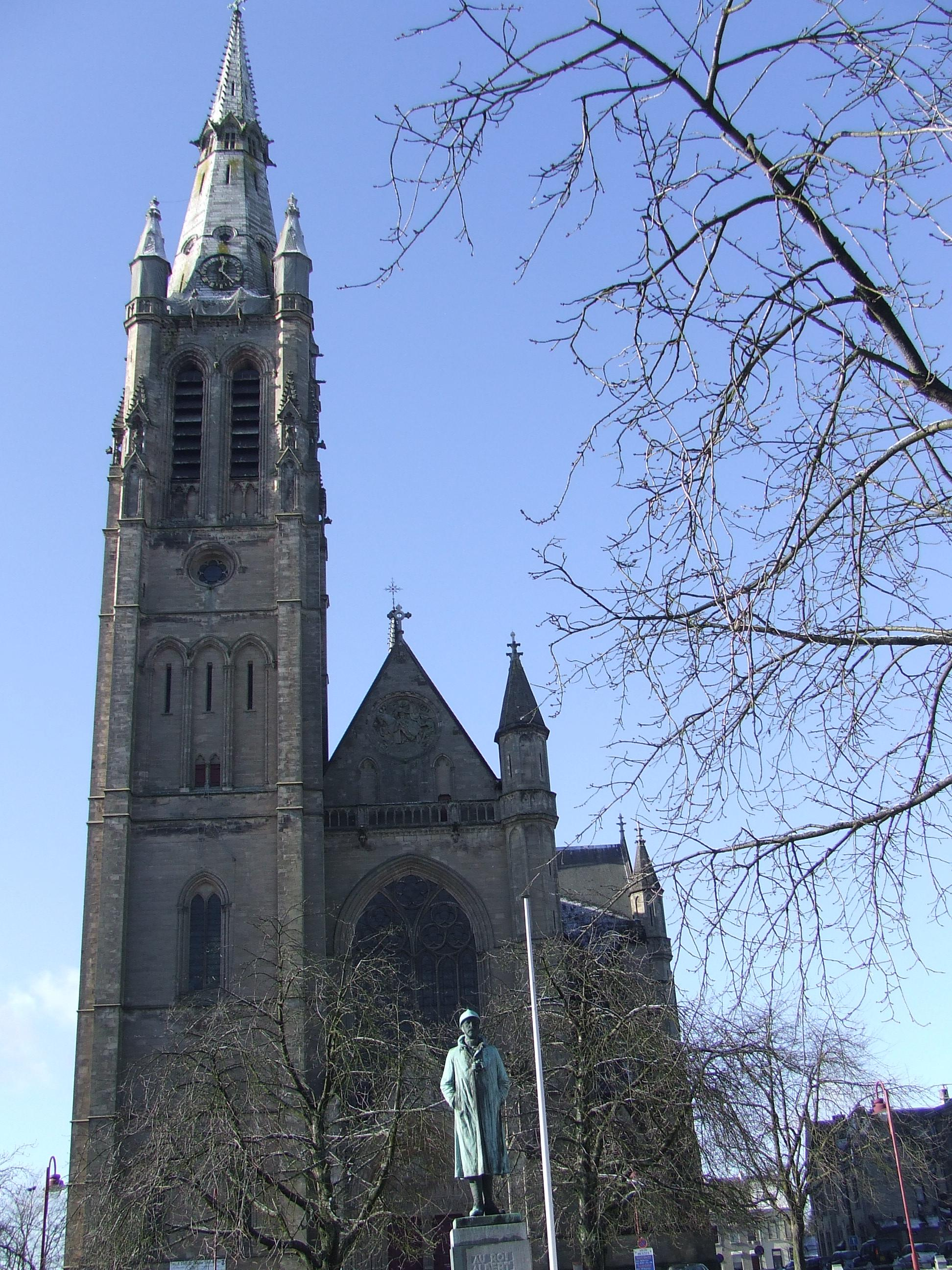
A Szent Martin templom

- Guillaume de Posch (* 1958), TV-Manager
- Ingrid Lempereur (* 1969), belga úszónő

## Fordítás
- Ez a szócikk részben vagy egészben  az   Arlon című német Wikipédia-szócikk fordításán alapul.  Az eredeti cikk szerkesztőit annak laptörténete sorolja fel. Ez a jelzés csupán a megfogalmazás eredetét és a szerzői jogokat jelzi, nem szolgál a cikkben szereplő információk forrásmegjelöléseként.